# Mittelrheinpokal 2015/16
Der Mittelrheinpokal 2015/16 war die 24. Austragung im Fußball-Mittelrheinpokal der Männer, der vom Fußball-Verband Mittelrhein veranstaltet wurde. Der Wettbewerb wurde nach einem Sponsor Bitburger-Pokal genannt. Der Sieger qualifizierte sich für die erste Hauptrunde des DFB-Pokal 2016/17. Im Finale gewann der FC Viktoria Köln mit 5:6 i. E. gegen den SC Fortuna Köln.

## Modus
Der Mittelrheinpokal wird im K.-o.-System ausgetragen. In jeder Runde gibt es ein Spiel. Wenn ein Spiel nach 90 Minuten unentschieden steht, wird das Spiel um zweimal 15 Minuten verlängert. Sollte danach immer noch keine Entscheidung gefallen sein, folgt ein Elfmeterschießen. Das Finale wird seit 2012 im Sportpark Nord in Bonn ausgetragen.

## Teilnehmende Mannschaften
Für den Mittelrheinpokal 2015/16 qualifizierten sich automatisch die Vereine aus dem Verbandsgebiet, die in der 3. Liga und der Regionalliga West 2015/16 spielten. Dazu kamen die drei erstplatzierten Mannschaften aus den Kreispokalwettbewerben der Kreise Köln, Bonn, Sieg, Berg, Euskirchen, Rhein-Erft, Aachen, Düren und die Finalteilnehmer aus Heinsberg.
Am Mittelrheinpokal 2015/16 nahmen folgende Mannschaften teil:
- 3. Liga
  - SC Fortuna Köln
- Regionalliga
  - Alemannia Aachen, FC Viktoria Köln (Titelverteidiger), FC Wegberg-Beeck
- Kreis Köln
  - DSK Köln (BL), SC Borussia Lindenthal-Hohenlind (BL), SV Deutz 05 (LL)
- Kreis Bonn
  - Blau-Weiß Friesdorf (ML), Bonner SC (ML), SSV Merten (LL)
- Kreis Sieg
  - 1. FC Spich (BL), FC Hennef 05 (ML), SV Rot Weiß Hütte (KLA)
- Kreis Berg
  - SSV Homburg-Nümbrecht (LL), SV Eintracht Hohkeppel (KLA), TV Herkenrath (ML)
- Kreis Euskirchen
  - SSV Eintracht Lommersum (KLA), SV Nierfeld (LL), TSC Euskirchen (ML)
- Kreis Rhein-Erft
  - BC Viktoria Glesch-Paffendorf (LL), FC Hürth (ML), Spvg Wesseling-Urfeld (ML)
- Kreis Aachen
  - FC Roetgen (KLA), Germania Eicherscheid (BL), SV 1914 Eilendorf (ML)
- Kreis Düren
  - FC Düren-Niederau (LL), Borussia Freialdenhoven (ML), Viktoria Arnoldsweiler (ML)
- Kreis Heinsberg
  - Union Schafhausen (BL), Germania Kückhoven (BL), Germania Teveren (LL), Rheinland Dremmen (BL)

## 1. Runde
Die Partien wurden vom 9. Oktober bis zum 11. Oktober 2015 ausgetragen.
| Datum             |                                       | Ergebnis              |                               |
| ----------------- | ------------------------------------- | --------------------- | ----------------------------- |
| 09.10.2015, 20:00 | Alemannia Aachen (RL)                 | 0:2                   | SC Fortuna Köln (3L)          |
| 10.10.2015, 14:00 | SV Nierfeld (LL)                      | 3:5                   | FC Wegberg-Beeck (RL)         |
| 10.10.2015, 16:00 | Germania Teveren (LL)                 | 0:5                   | FC Viktoria Köln (RL)         |
| 11.10.2015, 15:00 | Blau-Weiß Friesdorf (ML)              | 5:1                   | SV Rot Weiß Hütte (KLA)       |
| 11.10.2015, 15:00 | DSK Köln (BL)                         | 0:1                   | Germania Eicherscheid (BL)    |
| 11.10.2015, 15:00 | FC Roetgen (KLA)                      | 7:2                   | SSV Eintracht Lommersum (KLA) |
| 11.10.2015, 15:00 | BC Viktoria Glesch-Paffendorf (LL)    | 3:1                   | SV Eintracht Hohkeppel (KLA)  |
| 11.10.2015, 15:00 | TV Herkenrath (ML)                    | 2:0                   | Germania Kückhoven (BL)       |
| 11.10.2015, 15:00 | Viktoria Arnoldsweiler (ML)           | 3:0                   | SV 1914 Eilendorf (ML)        |
| 11.10.2015, 15:00 | TSC Euskirchen (ML)                   | 7:0                   | Rheinland Dremmen (BL)        |
| 11.10.2015, 15:00 | FC Hürth (ML)                         | 1:0                   | Bonner SC (ML)                |
| 11.10.2015, 15:00 | 1. FC Spich (BL)                      | 5:2                   | SSV Homburg-Nümbrecht (LL)    |
| 11.10.2015, 15:00 | Union Schafhausen (BL)                | 2:1                   | SSV Merten (LL)               |
| 11.10.2015, 15:00 | SC Borussia Lindenthal-Hohenlind (BL) | 1:2                   | Borussia Freialdenhoven (ML)  |
| 11.10.2015, 15:05 | SV Deutz 05 (LL)                      | 4:4 n. V. (5:3 i. E.) | FC Düren-Niederau (LL)        |
| 11.10.2015, 15:30 | FC Hennef 05 (ML)                     | 2:0                   | Spvg Wesseling-Urfeld (ML)    |

## 2. Runde
Die Partien wurden vom 15. bis 21. November 2015 ausgetragen.
| Datum             |                                    | Ergebnis |                              |
| ----------------- | ---------------------------------- | -------- | ---------------------------- |
| 15.11.2015, 15:00 | FC Hürth (ML)                      | 0:3      | SC Fortuna Köln (3L)         |
| 20.11.2015, 19:30 | FC Roetgen (KLA)                   | 0:2      | FC Wegberg-Beeck (RL)        |
| 21.11.2015, 14:00 | SV Deutz 05 (LL)                   | 2:4      | Viktoria Arnoldsweiler (ML)  |
| 21.11.2015, 14:00 | BC Viktoria Glesch-Paffendorf (LL) | 0:3      | TV Herkenrath (ML)           |
| 21.11.2015, 14:00 | TSC Euskirchen (ML)                | 1:2      | FC Viktoria Köln (RL)        |
| 21.11.2015, 14:00 | 1. FC Spich (BL)                   | 0:4      | FC Hennef 05 (ML)            |
| 21.11.2015, 14:00 | Germania Eicherscheid (BL)         | 0:3      | Borussia Freialdenhoven (ML) |
| 21.11.2015, 14:30 | Union Schafhausen (BL)             | 1:0      | Blau-Weiß Friesdorf (ML)     |

## Viertelfinale
Die Partien wurden vom 6. bis zum 24. Februar 2016 ausgetragen.
| Datum             |                             | Ergebnis |                              |
| ----------------- | --------------------------- | -------- | ---------------------------- |
| 06.02.2016, 16:00 | TV Herkenrath 09 (ML)       | 1:2      | FC Hennef 05 (ML)            |
| 16.02.2016, 19:30 | FC Viktoria Köln (RL)       | 4:0      | FC Wegberg-Beeck (RL)        |
| 21.02.2016, 14:30 | Viktoria Arnoldsweiler (ML) | 1:2      | Borussia Freialdenhoven (ML) |
| 24.02.2016, 19:30 | Union Schafhausen (BL)      | 0:3      | SC Fortuna Köln (3L)         |

## Halbfinale
Die Partien wurden am 26. März und am 6. April 2016 ausgetragen.
| Datum             |                       | Ergebnis |                              |
| ----------------- | --------------------- | -------- | ---------------------------- |
| 26.03.2016, 16:00 | FC Hennef 05 (ML)     | 2:3 n. V | SC Fortuna Köln (3L)         |
| 06.04.2016, 19:30 | FC Viktoria Köln (RL) | 3:0      | Borussia Freialdenhoven (ML) |

## Finale
| SC Fortuna Köln                                    | SC Fortuna Köln | FC Viktoria Köln | FC Viktoria Köln |
| -------------------------------------------------- | --- | --- | ---------------- |
| SC Fortuna Köln                                    | \| 28. Mai 2016 um 17:00 Uhr in Bonn (Sportpark Nord) \| \| Ergebnis: 1:1 n. V. (0:0, 0:0), 5:6 i. E. \| \| Zuschauer: 4183 \| \| Schiedsrichter: Mitja Stegemann (Bonn) \| \| Spielbericht \|                                                                | \| 28. Mai 2016 um 17:00 Uhr in Bonn (Sportpark Nord) \| \| Ergebnis: 1:1 n. V. (0:0, 0:0), 5:6 i. E. \| \| Zuschauer: 4183 \| \| Schiedsrichter: Mitja Stegemann (Bonn) \| \| Spielbericht \|                                                                                               | FC Viktoria Köln |
| SC Fortuna Köln                                    | Tim Boss – Kusi Kwame – Boné Uaferro – Florian Hörnig – Daniel Flottmann – Oliver Schröder – Kristoffer Andersen – Lars Bender (100. Michael Kessel) – Hamdi Dahmani (77. Cauly) – Marco Königs (65. Johannes Rahn) – Julius Biada Cheftrainer: Uwe Koschinat | Nico Pellatz – Michael Lejan – Markus Brzenska – Daniel Reiche – Patrick Koronkiewicz – Edwin Schwarz – Lukas Nottbeck (90. Tim Jerat) – Jules Reimerink – Mike Wunderlich – René Klingenburg (83. Jules Schwadorf) – David Jansen (105. Sebastian van Santen) Cheftrainer: Tomasz Kaczmarek | FC Viktoria Köln |
| SC Fortuna Köln                                    | 1:1 Cauly (107.) | 0:1 Schwadorf (96.) | FC Viktoria Köln |
| SC Fortuna Köln                                    | Elfmeterschießen | | FC Viktoria Köln |
| SC Fortuna Köln                                    | 1:1 Cauly 2:2 Johannes Rahn 3:3 Michael Kessel 4:4 Julius Biada 5:5 Florian Hörnig Pellatz hält gegen Kwame | 0:1 Mike Wunderlich 1:2 Markus Brzenska 2:3 Tim Jerat 3:4 Edwin Schwarz 4:5 Jules Reimerink 5:6 Sebastian van Santen | FC Viktoria Köln |
| SC Fortuna Köln                                    | Uaferro (37.), Andersen (57.) | Wunderlich (4.), Jansen (37.), Schwarz (68.), Jerat (104.), Schwadorf (119.) | FC Viktoria Köln |
| SC Fortuna Köln                                    | Kreyer (109.) | | FC Viktoria Köln |
| SC Fortuna Köln                                    | Kreyer erhält rote Karte als Ersatzspieler | | FC Viktoria Köln |
| 28. Mai 2016 um 17:00 Uhr in Bonn (Sportpark Nord) | | |                  |
| Ergebnis: 1:1 n. V. (0:0, 0:0), 5:6 i. E.          | | |                  |
| Zuschauer: 4183                                    | | |                  |
| Schiedsrichter: Mitja Stegemann (Bonn)             | | |                  |
| Spielbericht                                       | | |                  |